# Gabriel Marcel
Gabriel Marcel (Parigi, 7 dicembre 1889 – Parigi, 8 ottobre 1973) è stato un filosofo, scrittore, drammaturgo e critico di musica francese.

## Biografia
Figlio di Henri Marcel, consigliere di Stato, nominato poi anche ministro di Francia a Stoccolma, direttore delle Belle Arti, della Biblioteca Nazionale e dei Musei Nazionali, vive fin da piccolo in un ambiente di alto livello culturale che gli permette anche di viaggiare molto e apprendere altre lingue (soprattutto l’inglese e il tedesco). All’età di quattro anni perde la madre, Laure Meyer, e il padre sposerà poco dopo la di lei sorella, Marguerite Meyer. Dopo aver studiato al liceo Carnot, frequenta la Sorbona. A diciotto anni consegue il diploma di studi superiori con una tesi dal titolo L'influence de Schelling sur les idées métaphisiques de Coleridge. Nel 1910 ottiene l’agrégation in filosofia e inizia ad insegnarla, a periodi intermittenti e in diversi luoghi: a Vendome (1911-1912), al liceo Condorcet di Parigi (1915-1918), a Sens (1919-1922), poi al Liceo Louis-le-Grand di Parigi (1939-1940) e a Montpellier (1941). Non conseguirà mai il dottorato, non sopportando le forti pressioni generate da quest’ultimo, ma sappiamo che avrebbe indagato le condizioni necessarie per l’intelligibilità del discorso religioso. Durante la Prima guerra mondiale, per motivi di salute, non viene arruolato nell’esercito, si dedica allora alle ricerche dei dispersi svolte dalla Croce Rossa. Il 23 aprile 1919 sposa Jacqueline Boegner, con la quale adotterà un figlio: Jean-Marie. Il 5 marzo 1929 si converte al cristianesimo e, accompagnato in questo cammino di fede da Mauriac e da Charles du Bos, il 23 marzo dello stesso anno riceve il battesimo. Gabriel Marcel scrive molte opere e articoli filosofici e drammaturgici; inoltre, ha una intensissima attività di critico teatrale e musicale. Nel 1936 hanno inizio delle periodiche riunioni di studenti e filosofi presso la sua casa, che prendono il nome di «vendredis rue de Tournon» e frequentate da nomi di grande spicco, come Sartre, Lévinas e molti altri. Nel 1952 è eletto membro dell’Académie des Sciences morales et politiques (Institut de France). Dagli anni ’50 tiene conferenze in numerose grandi città europee, americane, sud americane, canadesi, giapponesi. Gli vengono conferiti numerosi premi come il titolo di Ufficiale della Legion d’Onore (1948), il Gran Premio della Letteratura dell’Accademia Francese (1949), il Premio Goethe (1956), il Gran Premio nazionale delle Lettere (1958), il Premio della Pace (1964), il Premio Erasmo (1969) ed è stato elevato alla dignità di Grand Croix de l’Ordre National du Mérite. Ha ottenuto anche il dottorato honoris causa delle università di Tokyo, Salamanca e Chicago.

## La filosofia di Marcel: l'essere come mistero
Criticando la separazione di origine cartesiana tra soggetto e oggetto, che ha portato l'uomo a pensare in maniera ingiusta di potere dominare il mondo, Marcel afferma che è necessario recuperare l'unità fra soggetto e oggetto, partendo dall'Io e dal corpo, che non è altro da me, in quanto "io sono il mio corpo".
È errato considerare la domanda sull'essere come un problema e tentare di risolverlo in termini razionali; esso infatti è un mistero e come tale trascende l'analisi razionale. L'uomo può scegliere tra l'avere e l'essere. Il primo è l'atteggiamento errato di chi si affida in modo completo all'analisi empirica e oggettivizzante la scienza; il secondo è proprio di chi accetta il mistero dell'essere e la sua trascendenza.
Per potersi avvicinare a esso sono necessari l'amore, come rapporto con un altro "io" che è unico e differente da tutti gli altri (superando il cogito ergo sum cartesiano che scinde il soggetto capace di conoscere e il soggetto vitale) e la fede in Dio, che Marcel definisce il Tu assoluto.
Secondo Marcel esiste una profonda differenza tra problema e mistero. Il primo si presenta oggettivamente come un qualcosa che si pone di fronte al soggetto; il soggetto, tuttavia, non è implicato nel problema stesso, cioè si trova in una posizione esterna, vede le cose dall'alto, e tenta una soluzione che possa essere intersoggettivamente condivisa; in questo caso la soluzione è in linea di principio distinta dal processo che ne ha permesso l'individuazione.
Il mistero, invece, è un enigma che coinvolge in prima persona il soggetto, in quanto immerso nel mistero dell'essere; in questo caso la soluzione non è un procedimento scientifico oggettivante e a portata di mano, bensì un percorso personale che apre la strada alla trascendenza.
La stessa distinzione si può quindi fare tra due diverse concezioni del sapere: quella scientifico-oggettivante e quella filosofico-esistenziale. Per la conoscenza scientifica, infatti, ciò che conta è il risultato, e una volta che questo sia stato raggiunto diventa irrilevante sia il percorso che si è fatto per ottenerlo, sia l'autore di tale percorso. Per fare un esempio: se uno scienziato scopre una formula chimica per ottenere una medicina ciò che più conta è tale formula, mentre come ci si è arrivati e chi l'ha scoperta non servono ai fini dell'utilizzo di tale prodotto.
In filosofia la questione cambia radicalmente: il percorso filosofico, intrapreso da un soggetto ricercante, non è separabile dal risultato raggiunto, anche perché questo è spesso parziale e, più che risolvere problemi, indica e suggerisce categorie interpretative. Il filosofo, inoltre, è esso stesso coinvolto nella propria riflessione, cosicché qualsiasi teoria non può prescindere dal proprio autore, e dal cammino che egli ha svolto per approdare alla sua verità.
Mentre Marcel era ancora in vita gli studiosi etichettarono la sua riflessione con il nome di "esistenzialismo"; egli, però, rifiutò di considerare se stesso un esistenzialista (come del resto già faceva Martin Heidegger) e preferì definire la sua filosofia "socratismo cristiano".

## Opere
- Il sacro nell'età della tecnica
- Manifesti metodologici di una filosofia concreta
- Dal rifiuto all'invocazione, saggio di filosofia concreta 1940
- Homo viator
- Il declino della saggezza
- La dignità umana e le sue matrici esistenziali
- Dialogo sulla speranza
- Gli uomini contro l'umano
- Il mistero dell'essere 1951

## Premi e riconoscimenti
- 1948 - Gran premio di letteratura dell'Accademia francese[1]
- 1958 - Grand Prix national des lettres[2]
- 1964 - Prix de la paix des libraires allemands
- 1969 - Premio Erasmo